# Paracardiophorus
Paracardiophorus is een geslacht van kevers uit de familie  
kniptorren (Elateridae).
Het geslacht is voor het eerst wetenschappelijk beschreven in 1895 door Schwarz.

## Soorten
Het geslacht omvat de volgende soorten:
- Paracardiophorus alternatus Carter, 1939
- Paracardiophorus amabilis Carter, 1939
- Paracardiophorus amami Kishii, 1977
- Paracardiophorus antennalis Schwarz, 1907
- Paracardiophorus assimilis Carter, 1939
- Paracardiophorus atronotatus Carter, 1939
- Paracardiophorus attenuatipennis Elston, 1930
- Paracardiophorus australis (Candèze, 1860)
- Paracardiophorus bicolor (Candèze, 1878)
- Paracardiophorus brunneus (Erichson, 1840)
- Paracardiophorus buettikeri Chassain, 1979
- Paracardiophorus carduelis (Candèze, 1864)
- Paracardiophorus carissimus Carter, 1939
- Paracardiophorus compactus (Candèze, 1882)
- Paracardiophorus confalonierii Pic, 1928
- Paracardiophorus congolanus Cobos, 1970
- Paracardiophorus consobrinus (Candèze, 1878)
- Paracardiophorus consputus (Candèze, 1878)
- Paracardiophorus cooki Carter, 1939
- Paracardiophorus coreanus Kishii, 1977
- Paracardiophorus delfini Fleutiaux, 1907
- Paracardiophorus despectus (Candèze, 1882)
- Paracardiophorus devastans (Matsumura, 1911)
- Paracardiophorus dimidiatus Schwarz, 1902
- Paracardiophorus dissimilis Schwarz, 1903
- Paracardiophorus divisus (Candèze, 1865)
- Paracardiophorus dulcis Carter, 1939
- Paracardiophorus elegans Solier, 1851
- Paracardiophorus elevatus (Van Zwaluwenburg, 1947)
- Paracardiophorus elgonensis Fleutiaux, 1935
- Paracardiophorus elisus (Candèze, 1865)
- Paracardiophorus erythrurus (Candèze, 1882)
- Paracardiophorus eucalypti (Blackburn, 1892)
- Paracardiophorus flavipennis (Candèze, 1878)
- Paracardiophorus flavobasalis Schwarz, 1902
- Paracardiophorus flavopictus (Carter, 1939)
- Paracardiophorus fulvosignatus (Candèze, 1878)
- Paracardiophorus fuscipennis (Candèze, 1860)
- Paracardiophorus granarius (Candèze, 1889)
- Paracardiophorus hamatus (Candèze, 1878)
- Paracardiophorus humeralis Fleutiaux & Germain, 1860
- Paracardiophorus humilis (Candèze, 1865)
- Paracardiophorus imasakai Ôhira, 1995
- Paracardiophorus jenisseensis J. R. Sahlberg, 1903
- Paracardiophorus jugulus Elston, 1930
- Paracardiophorus kaszabi Gurjeva, 1968
- Paracardiophorus lenis (Candèze, 1865)
- Paracardiophorus leprieuri (Pic, 1902)
- Paracardiophorus lewisi (Fleutiaux, 1902)
- Paracardiophorus liliputanus Fleutiaux, 1935
- Paracardiophorus litoralis Carter, 1939
- Paracardiophorus longicornis (Candèze, 1878)
- Paracardiophorus macleayi (Schwarz, 1907)
- Paracardiophorus malinkai Platia & Gudenzi, 2007
- Paracardiophorus malkini (Van Zwaluwenburg, 1947)
- Paracardiophorus mastersii (W.J. Macleay, 1872)
- Paracardiophorus minimus (Candèze, 1878)
- Paracardiophorus mjobergi Elston, 1930
- Paracardiophorus moseri Schwarz, 1902
- Paracardiophorus musculus (Erichson, 1840)
- Paracardiophorus nakanei Ôhira, 1986
- Paracardiophorus nigrosuffusus Carter, 1939
- Paracardiophorus occidentalis Carter, 1939
- Paracardiophorus octavus (Candèze, 1878)
- Paracardiophorus octosignatus Carter, 1939
- Paracardiophorus opacus (Lewis, 1894)
- Paracardiophorus pallidipennis (Candèze, 1878)
- Paracardiophorus pullatus (Candèze, 1873)
- Paracardiophorus quadripunctatus (Blanchard, 1853)
- Paracardiophorus quadristellatus Carter, 1939
- Paracardiophorus rabainus Fleutiaux, 1935
- Paracardiophorus rufopictus Carter, 1939
- Paracardiophorus saharae Leseigneur, 1955
- Paracardiophorus sequens (Candèze, 1873)
- Paracardiophorus sexnotatus Carter, 1939
- Paracardiophorus stellatus Carter, 1939
- Paracardiophorus subcruciatus Carter, 1939
- Paracardiophorus subfasciatus Carter, 1939
- Paracardiophorus tokara Nakane & Kishii, 1965
- Paracardiophorus tumidithorax (Schwarz, 1907)
- Paracardiophorus vagus Schwarz, 1907
- Paracardiophorus varians Carter, 1939
- Paracardiophorus variegatus Schwarz, 1902
- Paracardiophorus venustus (Candèze, 1860)
- Paracardiophorus victoriensis (Blackburn, 1892)
- Paracardiophorus vittipennis Carter, 1939
- Paracardiophorus xanthomus (Candèze, 1865)